# Säkkijärven polkka
La Säkkijärven polkka (en finés: La polca de Säkkijärvi) es una canción folklórica muy conocida en Finlandia, que suele tocarse con acordeón finés. Fue especialmente popularizada por el músico Viljo "Vili" Vesterinen (1907-1961). La melodía fue compuesta en Säkkijärvi (actualmente Kondratyevo en Rusia) y en las variaciones de la letra de la canción en ocasiones se canta que Finlandia pudo haber perdido Säkkijärvi, pero que por lo menos a los finlandeses les queda la polca.

## Uso militar
Durante la Guerra de Continuación, en el frente entre Finlandia y la Unión Soviética, el ejército finlandés descubrió que durante su retirada los soviéticos habían creado varios campos de minas controladas por radio alrededor de la ciudad de Viipuri. Las minas fueron desactivadas tocando la polka de Vesterinen durante tres días seguidos en la misma frecuencia acústica, agotando las baterías de las minas y evitando una catástrofe. Los civiles que vivían en la zona creyeron que una emisora de radio se había vuelto loca.

## Otros medios
Säkkijärven polkka es también el título de una película homónima dirigida por Viljo Salminen (1908-1992) en 1955. Está basada en la biografía de Viljo Vesterinen.
Una versión electrónica de la canción titulada Hardcore of the North aparece en videojuego musical In The Groove.
Una versión instrumental de la canción aparece en el videojuego Hearts of Iron IV si está activado el dlc: Arms Against Tyranny .
Una versión instrumental de la canción aparece en la película de anime "Girls und Panzer der Film", secuela de la serie Girls und Panzer, y cuyo instrumento principal fue el Kantele (una especie de arpa finlandesa) interpretado por Hiroko Ara